# Hauterive, Neuchâtel
Hauterive är en ort i kommunen Laténa i kantonen Neuchâtel i Schweiz. Den ligger vid Neuchâtelsjön, cirka 4 kilometer nordost om Neuchâtel. Orten har 2 669 invånare (2023).
Orten var före den 1 januari 2025 en egen kommun, men slogs då samman med kommunerna Enges, La Tène och Saint-Blaise till den nya kommunen Laténa.